# Patrick Galbraith
Patrick Galbraith, född 11 mars 1986 i Haderslev, är en dansk professionell ishockeymålvakt som spelar för Krefeld Pinguine i DEL.
År 2006 debuterade han i det danska landslaget och har hunnit med nio matcher i ishockey-VM:s A-grupp (t.o.m 2009). Han har även blivit dansk mästare två gånger. Han kontrakterades inför säsongen 2009/10 av IF Björklöven i Hockeyallsvenskan. I juni 2010 skrev han på ett tvåårskontrakt med Leksands IF, ett kontrakt han valde att bryta efter ett år för att sedan skriva på för slovakiska HC Slovan Bratislava.
Efter drygt halva säsongen skrev Galbraith på för Esbo Blues i FM-ligan där han hade en räddningsprocent på 90% i grundserien samt slutspel. Då Frölunda HC förlorade sin förstamålvakt Frederik Andersen till NHL-laget Anaheim Ducks värvades Galbraith till Göteborgslaget inför säsongen 2012/2013. Han lånades senare ut till IK Oskarshamn där han stod säsongen ut.